# Las Canoas, Tancítaro
Las Canoas är en ort i Mexiko.   Den ligger i kommunen Tancítaro och delstaten Michoacán de Ocampo, i den södra delen av landet, 300 km väster om huvudstaden Mexico City. Las Canoas ligger 1 603 meter över havet och antalet invånare är 203.
Terrängen runt Las Canoas är bergig, och sluttar brant västerut. Runt Las Canoas är det ganska glesbefolkat, med 42 invånare per kvadratkilometer. Närmaste större samhälle är Buena Vista Tomatlán, 18,6 km sydväst om Las Canoas. I omgivningarna runt Las Canoas växer huvudsakligen savannskog.